# PPG Industries
PPG Industries — международная химическая компания, специализирующаяся на производстве лакокрасочных материалов. Штаб-квартира находится в Питтсбурге, штат Пенсильвания.
В списке крупнейших публичных компаний мира Forbes Global 2000 за 2022 год PPG заняла 689-е место. В списке крупнейших компаний США Fortune 500 заняла 218-е место.

## История
Компания основана в 1883 году под названием Pittsburgh Plate Glass Company (PPG, Питтсбургская компания листового стекла); она стала первым в США успешным производителем оконного стекла, до этого оно в основном завозилось из Европы. В 1899 году была создана дочерняя химическая компания Columbia Chemical Company по производству кальцинированной соды. В следующем году компания вышла на рынок красок, купив Patton Paint Company, а в 1924 году начала производство красок для автопромышленности, однако основной продукцией оставалось стекло. К 1955 году выручка компании достигла 500 млн долларов, в ней работали 33 тыс. сотрудников, производственные мощности насчитывали 10 стекольных заводов, два — по производству стекловолокна, 17 — по производству лаков и красок, а также 5 химических заводов. В 1968 году компания сменила название на PPG Industries, к этому времени продажи достигли 1 млрд долларов.
В октябре 2000 года была куплена компания Courtaulds Aerospace, производитель покрытий и герметиков для аэрокосмической отрасли (в прошлом американский филиал британской компании Courtaulds). В 2008 году за 3,2 млрд долларов была приобретена нидерландская компания SigmaKalon Group, производитель лакокрасочных материалов. В том же году было продано подразделение автомобильных стёкол. В 2013 году за 2,3 млрд долларов был куплен мексиканский производитель красок Comex Group. Другой мексиканской компании, Vitro, в 2016 году был продан оставшийся стекольный бизнес.
В 2017 году была предпринята попытка поглотить компанию AkzoNobel; предложение в 28,8 млрд долларов было отвергнуто советом директоров нидерландской компании. В 2021 году было куплено несколько компаний, включая немецкого производителя лаков Wörwag, а в июне 2021 года — финскую компанию Tikkurila.

## Деятельность
Производственные мощности компании находятся в США, Канаде, Мексике, Австралии, Бразилии, Бельгии, Великобритании, Германии, Италии, Нидерландах, Польше, Финляндии, Франции, Швеции, Китае, Республике Корея.
Основные подразделения по состоянию на 2021 год:
- Эксплуатационные покрытия — 61 % выручки:
  - Аэрокосмических покрытия — защитные покрытия, герметики, клеющие и другие материалы для аэрокосмической отрасли.
  - Архитектурные покрытия — лаки, краски, пропитка для древесины, клеи.
  - Автомобильные покрытия — лаки, полироли, клеи, герметики для автопромышленности.
  - Защитные и морские покрытия — защитные антикоррозийные покрытия для металлов.
  - Дорожные решения — краски для дорожной разметки.
- Промышленные покрытия и материалы — 39 % выручки.

География деятельности:
- США и Канада — 40 % выручки;
- Европа, Ближний Восток и Африка — 32 % выручки;
- Азиатско-Тихоокеанский регион — 18 % выручки;
- Латинская Америка — 10 % выручки.